# Philippinen-Hufeisennase
Die Philippinen-Hufeisennase (Rhinolophus philippinensis) ist ein Vertreter aus der Ordnung der Fledertiere.

## Aussehen
Die Körperlänge beträgt 7–9 Zentimeter, der Schwanz ist 1,5–2,5 Zentimeter lang. Die Spannweite der Flügel beträgt 23–36 Zentimeter. Das Weibchen ist etwas kleiner als das Männchen. Der Rücken und der Bauch ist mit einem braunen Fell versehen. Die Flügel, die Beine, der Schwanz ist schwarz. Die Ohren sind oval und lauf nach oben hin spitz zu. Sie hat eine kurze Nase mit hufeisenförmigen Nasenblatt und riemenartiger Stella und kleine Augen und scharfe Zähne. Aufgrund ihrer breiten Flügel kann sie sich nur langsam im Flug fortbewegen, ist aber dafür in engem Buschwerk sehr manövrierfähig.

## Verbreitung und Lebensraum

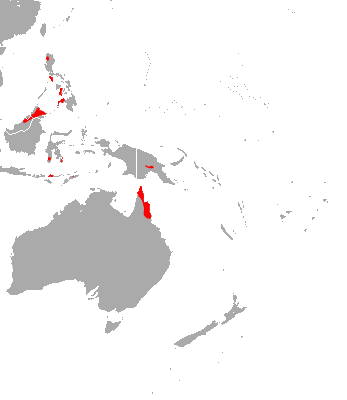
Verbreitungskarte der Philippinen-Hufeisennase

Diese Art kommt auf den Philippinen, Indonesien, Papua-Neuguinea und Australien vor. Die Philippinen-Hufeisennase bewohnt die dortigen Wälder, kommt aber auch landwirtschaftlichen Flächen vor.

## Lebensweise und Fortpflanzung
Die Philippinen-Hufeisennase ernährt sich von langsam, fliegenden Insekten und Laufkäfern mit dickem Panzern. Ihre scharfen Zähne helfen ihr bei der Zerteilung der
Chitinpanzer ihrer Beute. Sie ist ganze Jahr hindurch aktiv und hält keinen Winterschlaf. Sie hat eine ganzjährige Fortpflanzungsperiode. Ihre Ruheperioden verbirgt sie kopfüber hängend in hohlen Bäumen oder Höhlen. Die Geschlechtsreife erreichen die Jungen in einem Alter von 2 Jahren.

## Gefährdung und Schutzmaßnahmen
Schließungen und Einstürze alter Minen, Entwaldungen, bedrohen den Bestand dieser Art in ihrem gesamten Lebensraum. In Südostasien zählen der Kalksteinabbau und die Sammlung für Museen zu weiteren Bedrohungen. Da dies bisher kaum Auswirkungen auf den Bestand hat, wird sie von der IUCN noch als (Least Concern) ungefährdet gelistet, es ist aber eine Aktualisierung erforderlich.